# Culicoides andrewsi
Culicoides andrewsi är en tvåvingeart som beskrevs av Ottis Robert Causey 1938. Culicoides andrewsi ingår i släktet Culicoides och familjen svidknott.
Artens utbredningsområde är Thailand. Inga underarter finns listade i Catalogue of Life.